# Confederació Empresarial de Madrid-CEOE
CEIM, Confederació Empresarial de Madrid-CEOE, és una organització patronal radicada en Madrid fundada el 28 de febrer de 1978 que representa a empresaris de la Comunitat de Madrid, integrant a associacions i empreses amb activitat i àmbit geogràfic de la regió. Després de 30 anys de funcionament, està constituïda per més de 280 organitzacions empresarials, tant sectorials com a territorials.

## Història
El naixement de CEIM està lligat a la transformació d'Espanya en un règim democràtic. La Llei de Llibertat Sindical d'abril de 1977, va significar la desaparició del sindicalisme vertical i va trencar els dics de l'adscripció obligatòria de les empreses.
Un grup d'empresaris, encapçalats per Max Mazín, s'havien agrupat prèviament (maig de 1976) per crear l'Agrupació Empresarial Independent (AEI), que va inspirar l'Agrupació Empresarial Independent de Madrid (AEIM), que va celebrar la seva Assemblea constituent el gener de 1977, i fou escollit President José Antonio Segurado.
A Madrid s'havien constituït altres dues entitats intersectorials: la Federació Empresarial Madrilenya (FEM), promoguda per empresaris entorn de Agustín Rodríguez Sahagún i la Federació Provincial d'Associacions d'Empresaris de Madrid (FAEM). Aquesta última es va unir a l'AIEM, i el 28 de febrer de 1978, 24 associacions i 82 empreses van signar l'acta de constitució de la Confederació Empresarial Independent de Madrid de la Petita, Mitjana i Gran Empresa, que en l'actualitat és CEIM Confederació Empresarial de Madrid-CEOE. El seu primer President va ser José Antonio Segurado.

## Òrgans de govern

### Presidents
- José Antonio Segurado García (1978-1985).
- Fernando Fernández Tapias (1985-2002).
- Gerardo Díaz Ferrán (2002-2007).
- Arturo Fernández Álvarez (2007-2015).
- Juan Pablo Lázaro Montero de Espinosa (des de 2015).

### Secretaris generals
- Agustín Mascareñas (1978-2000)
- Alejandro Couceiro (2000-2012)

### Assemblea General
És l'òrgan representatiu suprem de la Confederació. Està integrat per representants designats pels associats, organitzacions i empreses, segons barem aprovat per la Junta Directiva.

### Junta Directiva
És l'òrgan ordinari col·legiat de direcció. La Junta està composta pels membres escollits en l'Assemblea General, entre un nombre no inferior a vint-i-cinc ni superior al 15 per cent del nombre de representants dels associats en l'Assemblea General, fixats per la Junta Directiva, per a cada període electoral.

### Comitè Executiu
Òrgan permanent de govern, gestió, administració i direcció de la Confederació i assistència al President. Està compost pel President, els Vicepresidents, el Tresorer, el Comptador i els vocals en el nombre que la Junta Directiva determini, fins a un nombre -inclosos els anteriors-, que no excedeixi la tercera part dels membres d'aquesta.

### Altres òrgans de govern
Vicepresidents, tresorer i comptador.

## Òrgans d'Assessorament
Els Estatuts preveuen, com a òrgans de consulta i estudi, el Consell Assessor, el Consell de Presidents i les Comissions de Treball.

### Consell Assessor de la Presidència
El Consell Assessor de la Presidència presta el seu assessorament al President i, per mitjà d'ell, a les altres instàncies directives de CEIM. Es compon d'un màxim de 12 membres, que no poden formar part de la Junta Directiva i són nomenats, a proposta del President, per aquella, per a un mandat igual al seu.

### Consell de Presidents
El Consell de Presidents es configura com a òrgan de consulta de la Junta Directiva i està format pels Presidents de totes les organitzacions territorials i sectorials, incorporades a CEIM. Està constituït, amb caràcter informal, un altre òrgan consultiu del Presidents, la Taula. Aquest òrgan ho integren els Vicepresidents, el Tresorer i el Comptador, els qui es reuneixen en els casos d'urgència, per preparar les sessions importants dels òrgans de govern.

### Comissions de Treball
Les Comissions són instruments de treball que estudien els assumptes sobre els quals han d'adoptar decisions els òrgans de govern. Es constitueixen per acord de la Junta Directiva.

## Departaments
CEIM Confederació Empresarial de Madrid-CEOE està composta per diferents departaments, encarregats d'assessorar, informar i donar suport als empresaris madrilenys, que formen part de la Confederació.
- Economia
- Laboral
- Formació
- Internacional
- Innovació
- Urbanisme
- Comunicació